# Shaa Khan
Shaa Khan ist eine Rockband aus Duisburg.
Der Bandname leitet sich vom Namen des Tigers aus dem zur Zeit der Gründung der Band recht populären Film Das Dschungelbuch ab.

## Geschichte

### Der Anfang
Shaa Khan wurde Ende der 1960er-Jahre vom Schlagzeuger Walter Kaulhausen und dem Gitarristen Roland Soltysiak in Duisburg, Ruhrgebiet gegründet. Am Anfang coverten die beiden mit diversen Mitstreitern ihre Lieblingsbands, wie Led Zeppelin oder Deep Purple. Nach einigen Umbesetzungen stießen nacheinander folgende Musiker zur Band: Jochen Gutermuh (Bass), Heiner Waldmann (Gesang, Gitarre), Horst „Schröeder“ Schlechtriemen (Keyboard, Gesang) und Klaus Grandt (Gesang, Percussion). Nun begann man eigene Stücke zu schreiben und so prägte sich allmählich das spätere „musikalische Gesicht“ von Shaa Khan.

### Die LP-Phase
In oben benannten Besetzung nahm die Truppe 2 LPs auf, die von Günter Körber bei Sky Records (Hamburg) veröffentlicht wurden: „The world will end on Friday“ (1977) und „Anything wrong?“ (1979). Der Stil der Band auf den LPs: Zweistimmiger Deutsch-Rock – auch Prog-Rock oder Krautrock genannt – mit englischen Texten (oft als 'Gentle Rock' bezeichnet), stark von Bands wie Genesis/Yes/... beeinflusst. Später wurde der Sound immer rockiger und lauter und tendierte stark zum Hardrock.

### Die Single-Phase
Anfang der 1980er erschienen bei dem Label Bellaphon (Frankfurt) zwei Singles. Die erste 'Someone's calling'/'Running' hielt sich über 12 Wochen in der Schlagerrallye von WDR 2 und brachte der Truppe (wie schon die LPs) viele Auftritte in Clubs und bei Festivals in ganz Deutschland ein. Die zweite Single 'Radio'/'Rock Mafia' war nicht ganz so erfolgreich.

### Die späte Phase
Mit der Neuen Deutschen Welle wurde es stiller um die Gruppe und Klaus Grandt verließ Shaa Khan. Unter dem Pseudo-Namen SK 2 wurde eine NDW-Verarsche ('Oberförster'/'Neutronal' u. a.) produziert.
Dann verabschiedete sich Schröeder und wurde durch seinen Vorgänger Rolf Noe ersetzt. Es wurden zwar noch etliche Songs im bandeigenen Studio produziert, aber nur das Stück ‚Ballrooms‘ schaffte es noch auf einen Duisburger Rocksampler
1993 hat sich Shaa Khan nach einem Benefizkonzert (zusammen mit Shevon und der Bröselmaschine) für amnesty international für längere Zeit von der Szene verabschiedet.

### Die Nachfolgeband
1993 wurde von einer Nachfolgegruppe unter dem Namen 'KissingShark' noch eine Live-CD eingespielt. Die Band bestand aus den Ex-Khans W. Kaulhausen, J. Gutermuth und H. Waldmann sowie dem Gitarristen Wolfgang Döhr.

### Das Comeback
Auf Drängen vieler alter Fans und nach Installation einer Webseite – www.shaakhan.de –, die viel Zuspruch brachte, entschloss sich Shaa Khan ca. 2008 ein Comeback zu versuchen.
Allerdings wollte Urgestein Roland S. nicht mehr dabei sein und wurde durch einen alten Bekannten aus ‚Kissing Shark‘ Zeiten den Gitarristen Wolfgang ‚Kralle‘ Döhr ersetzt.
2009 kam es zu einem Comeback-Konzert im Duisburger Pulp, das live mitgeschnitten wurde.
Im selben Jahr wurden die beiden LPs von Sireena Records auf CD in verbessertem Sound wiederveröffentlicht. Ende 2009 erschien auf demselben Label das Comeback-Konzert aus dem Pulp unter dem Titel: „Shaa Khan Live 2009!“

## Diskografie

### LPs
- 1978: The world will end on Friday (Vinyl auf Sky Records; 2009 als CD auf Sireena)
- 1979: Anything wrong? (Vinyl auf Sky Records; 2009 als CD auf Sireena)
- 2009: Shaa Khan Live 2009! (Live-CD auf Sireena Records)

### Singles
- 1980: Someone's calling/Running (Single auf Bellaphone)
- 1981: Radio/Rock Mafia (Single auf Bellaphone)